# Helene Kreft
Helene Kreft  (geborene Kletzin; * 25. Januar 1897 in Danzig; † 5. Juni 1974 in Greifswald) war eine deutsche Politikerin (KPD/SED). Sie war Abgeordnete des Volkstages der Freien Stadt Danzig.

## Leben
Kreft, Tochter eines Maurers, arbeitete zunächst als Hausgehilfin und erlernte später den Beruf der Schneiderin. Im Juli 1920 trat sie der Kommunistischen Partei Deutschlands (KPD) bei. Sie fungierte als Zellenkassiererin und Frauenleiterin und gehörte als Mitglied auch der KPD-Bezirksleitung Danzig an. Von 1923 bis 1929 war Kreft Abgeordnete im Danziger Volkstag. Ihr Mandat musste sie 1929 aus gesundheitlichen Gründen niederlegen. Neben Anton Plenikowski und Meta Totzki gehörte Kreft zu den bekanntesten Funktionären der KPD in Danzig.
Ab 1931 engagierte sich Kreft für die Internationale Arbeiterhilfe (IAH) und war Vorsitzende des Roten Frauen- und Mädchenbundes im Bezirk Danzig. 1935 kandidierte sie erneut für den Danziger Volkstag und beteiligte sich am Wahlkampf, der bereits stark unter dem Terror des Nationalsozialisten litt. Kreft war 1937 die letzte gewählte Abgeordnete der Opposition, die im Volkstag das Mandat niederlegte. Ab 1937 gehörte sie der illegalen Leitung der KPD für Danzig an. Sie hielt Verbindung zur illegalen Kommunistischen Partei Polen bis zu deren Auflösung auf Geheiß Stalins 1938. Von 1935 bis 1945 arbeitete Kreft wieder als Schneiderin.
Nach dem Einmarsch der Roten Armee 1945 war Kreft in der Führung der Danziger Kommunisten und organisierte die sogenannten Antifa-Transporte nach Deutschland. Anfang August 1945 kam Kreft ins mecklenburgische Krakow am See und wurde auch hier Mitglied der örtlichen KPD-Leitung. Anfang 1947 zog sie nach Greifswald, dort fungierte sie 1947/48 als Leiterin des Frauensekretariates der SED. 1949/50 war sie Sekretärin des Demokratischen Frauenbundes Deutschlands und anschließend Angestellte beim Kreisausschuss der Nationalen Front der DDR bzw. bei der Konsumgenossenschaft Greifswald. Im März 1967 wurde sie als Veteranin in Greifswald mit der Clara-Zetkin-Medaille ausgezeichnet.